# Xã Brookville, Quận Ogle, Illinois
Xã Brookville (tiếng Anh: Brookville Township) là một xã thuộc quận Ogle, tiểu bang Illinois, Hoa Kỳ. Năm 2010, dân số của xã này là 241 người.